# Saltia
Saltia es un género de  fanerógamas  pertenecientes a la familia Amaranthaceae.  Comprende 4 especies descritas y de estas, solo 3 aceptadas.

## Taxonomía
El género fue descrito por R.Br. ex Moq. y publicado en Prodromus Systematis Naturalis Regni Vegetabilis 13(2): 325. 1849. La especie tipo es: Saltia papposa (Forssk.) Moq.

## Especies aceptadas
A continuación se brinda un listado de las especies del género Saltia aceptadas hasta octubre de 2011, ordenadas alfabéticamente. Para cada una se indica el nombre binomial seguido del autor, abreviado según las convenciones y usos.
- Saltia abyssinica A.Br.
- Saltia globosa Hochst. & Steud. ex Moq.
- Saltia seddera Moq.